# 南保勝美
南保 勝美（なんぽ かつみ、1956年 - ）は、日本の法学者。専門は、商法。

## 略歴
長野県茅野市出身。長野県諏訪清陵高等学校を経て、 明治大学法学部卒業。 明治大学大学院法学研究科修了。同大学法学部教授。2012年同大学法学部長。

## 著書

### 共著
- 『新基本会社法Ⅰ』三枝一雄 共著 中央経済社 2006年
- 『新基本会社法Ⅱ（第2版）』三枝一雄 共著 中央経済社 2011年
- 『会社法学の省察』 永井和之、中島弘雅 共著 中央経済社 2012年
- 『企業法学の論理と体系-永井和之先生古稀記念論文集』 丸山秀平、中島弘雅、福島洋尚 共著 中央経済社 2016年
- 『会社法新判例の分析』 永井和之、中島弘雅 共著 松嶋隆弘 編 中央経済社 2016年
- 『最新基本会社法（第2版）』三枝一雄、柿崎環、根本伸一 共著 中央経済社 2021年
- 『論点整理商法総則・商行為法』三枝一雄、坂口光男 共編著 法律文化社 2005年
- 『論点整理手形・小切手法』三枝一雄、坂口光男 共編著 法律文化社 2003年